# Kościół franciszkanów w Überlingen
Kościół franciszkanów Niepokalanego Poczęcia Najświętszej Maryi Panny (niem. Franziskanerkirche zur unbefleckten Empfängnis) – rzymskokatolicka świątynia znajdująca się w niemieckim mieście Überlingen. Kościół wzniesiono przy północnym murze średniowiecznego miasta, w pobliżu bramy, zwanej Bramą Franciszkańską (niem. Franziskanertor). Dawny kościół klasztorny, obecnie własność miasta użyczana miejskiej parafii na poranne, niedzielne nabożeństwa i regularnie wykorzystywana jako miejsce organizacji koncertów.

## Historia
Pierwsza wzmianka o klasztorze w Überlingen pochodzi z roku 1259. Liczba braci wahała się zwykle od dziesięciu do piętnastu. Obecny kościół wzniesiono w 1348 roku. W XIV wieku zakonnicy uzyskali prawo do spowiadania, głoszenia kazań i odprawiania pogrzebów, a opłaty z pogrzebów na przykościelnym cmentarzu stanowiły istotne źródło dochodów klasztoru. Przez lata w salach klasztornych organizowano wybory na burmistrza miasta. W 1525 wygłoszono tu luterańskie kazanie, co skutkowało wypędzeniem kaznodziei przez radę miejską. W 1532 zakazano pochówków na klasztornym cmentarzu po wybudowaniu nowej, miejskiej nekropolii. W 1582 radni zgodzili się na funkcjonowanie cmentarza, nakładając jednak wysoki podatek od dochodów z nim związanych. Podczas wojny trzydziestoletniej franciszkanie przejęli opiekę duszpasterską nad parafiami Andelshofen i Lippertsreute. Pod koniec wojny w 1647 parafie odebrano klasztorowi, a w placówce pozostało zaledwie czterech księży. W 1653 rada miejska zaproponowała przełożonemu prowincji likwidację placówki i zastąpienie jej klasztorem jezuickim z kolegium, co spotkało się z kontrpropozycją franciszkanów polegającą na założeniu własnej uczelni. Od 1675 instytucja oferowała pełne studia filozoficzne. Początkowo lekcje odbywały się w budynku szkoły przy kościele farnym, a w 1712 wzniesiono nowy gmach na terenie klasztoru. W rozwój uczelni wkład miało również miasto. Od końca XVII wieku sytuacja gospodarcza polepszała się. W latach 1700–1709 wyremontowano zabudowania klasztorne, a w latach 1752–1766 kościół przebudowano w stylu barokowym. W 1802 roku opiekę nad wszystkimi klasztorami w mieście przejął zakon krzyżacki. W tamtym czasie przebywało tu 5 braci świeckich oraz 12 księży, w tym 7 wykładowców. W 1805 nadzór nad placówką przejęły władze Badenii, które zlikwidowały ją w 1808 roku. W 1817 zabudowania nabyło miasto i przeznaczyło je na cele oświatowe, a w 1857 założono tu szpital, funkcjonujący dziś jako dom opieki społecznej.

## Architektura i wyposażenie
Kościół trójnawowy, o układzie bazylikowym. Pierwotnie gotycki, w XVIII wieku przebudowany w stylu późbarokowym wg projektu Johanna Michaela Beera. Freski zdobiące sklepienie korpusu nawowego wykonał Franz Ludwig Hermann, a prezbiterium – Sebastian Schilling. Rokokowy ołtarz główny jest dziełem Josepha Antona Feuchtmayera, zdobi go obraz Matki Bożej Niepokalanie Poczętej pędzla Gottfrieda Bernharda Göza z 1754. Przy ołtarzu ustawiono rzeźby świętych: Wawrzyńca, Szczepana, Franciszka i Antoniego. Część wyposażenia pochodzi z tutejszego klasztoru kapucynów. Wnętrze zdobią również późnogotycka rzeźba Madonny z około 1500 roku i krucyfiks autorstwa Jörga Zürna z około 1620 roku. Oba przedmioty pierwotnie znajdowały się w zabudowaniach klasztornych. 36-głosowe organy wykonało przedsiębiorstwo Mönch Orgelbau, zainstalowano je w zachowanym prospekcie z 1757 roku autorstwa Johanna Georga Aichgassera.

## Galeria

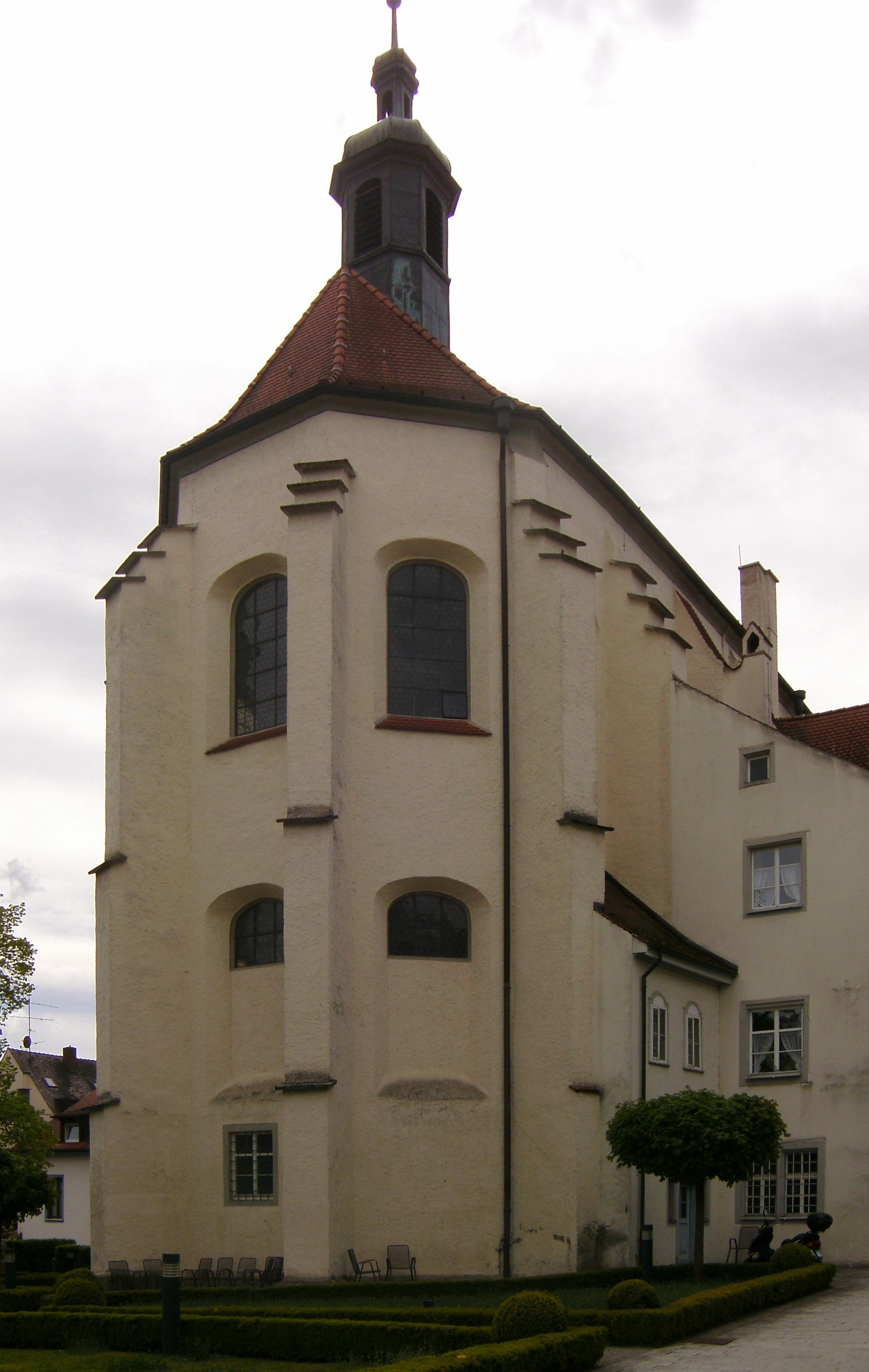
Absyda
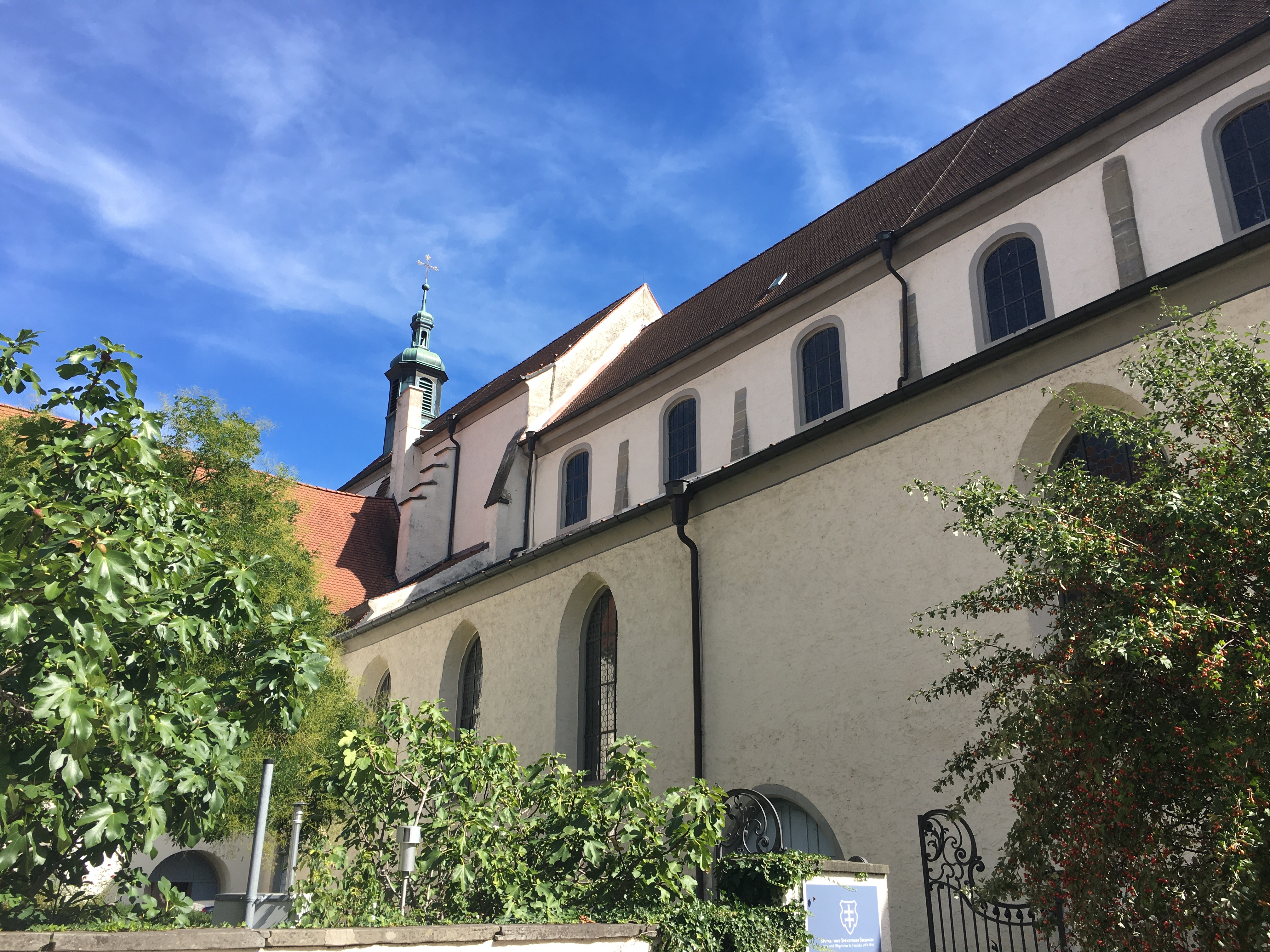
Widok z północnego wschodu
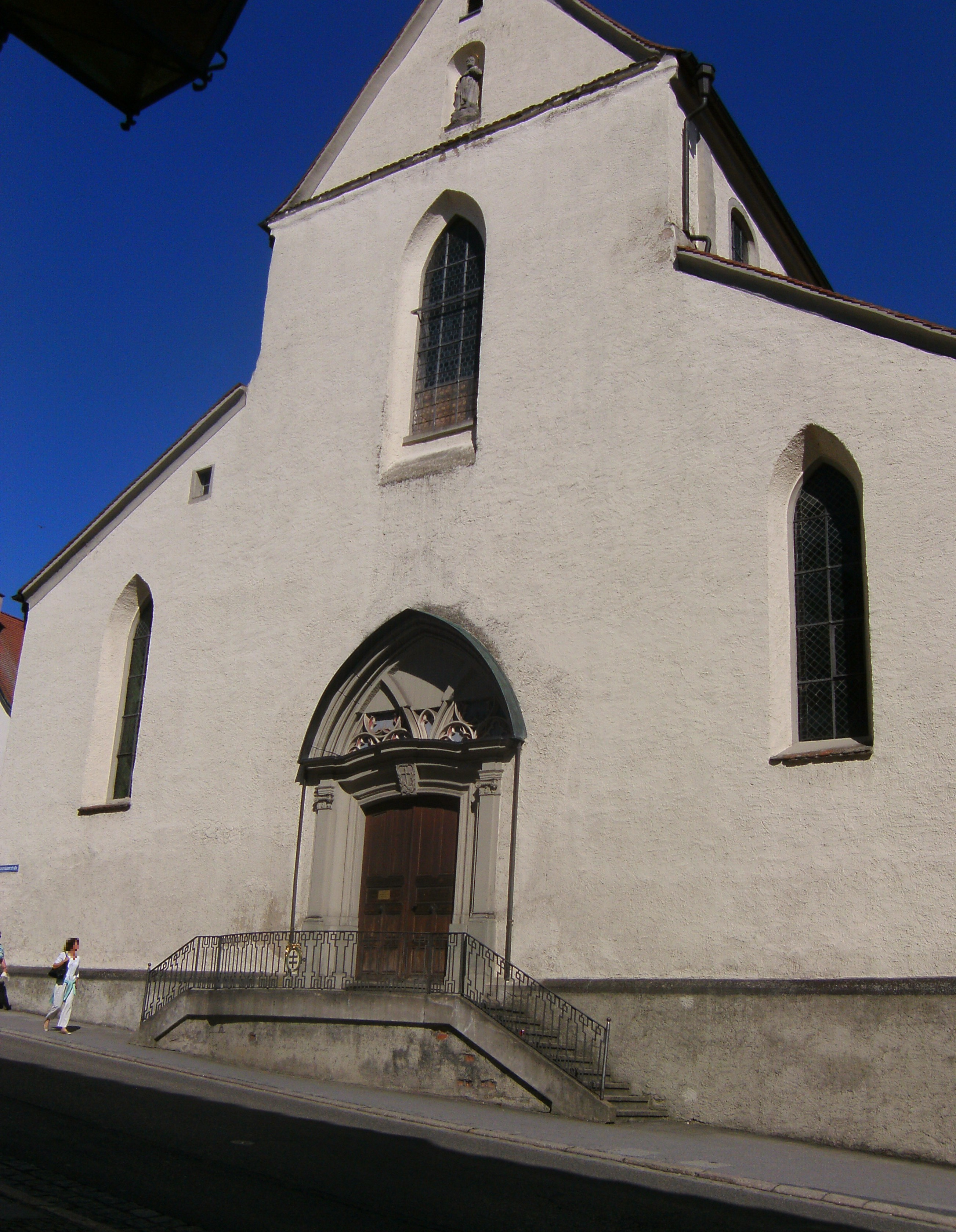
Fasada
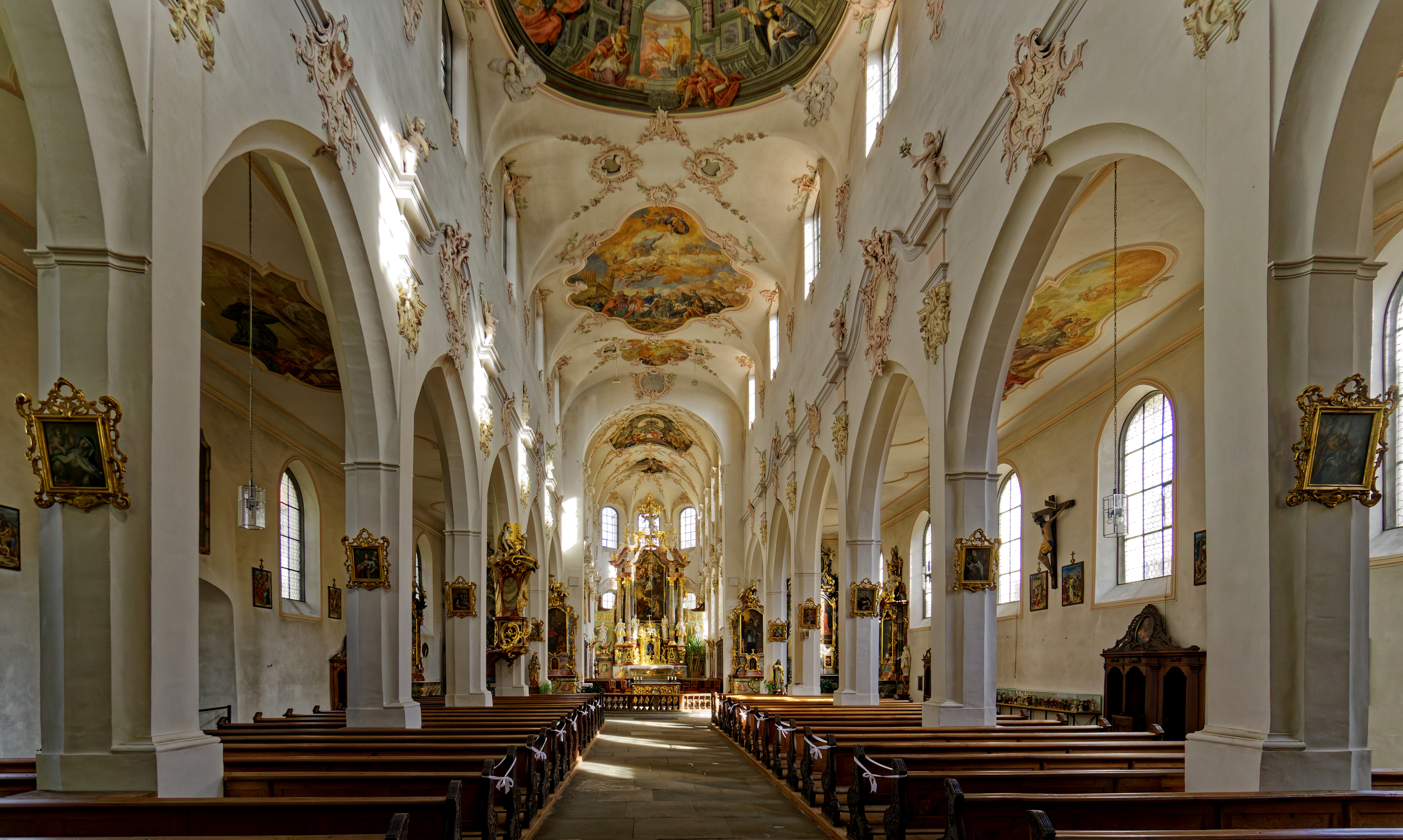
Wnętrze
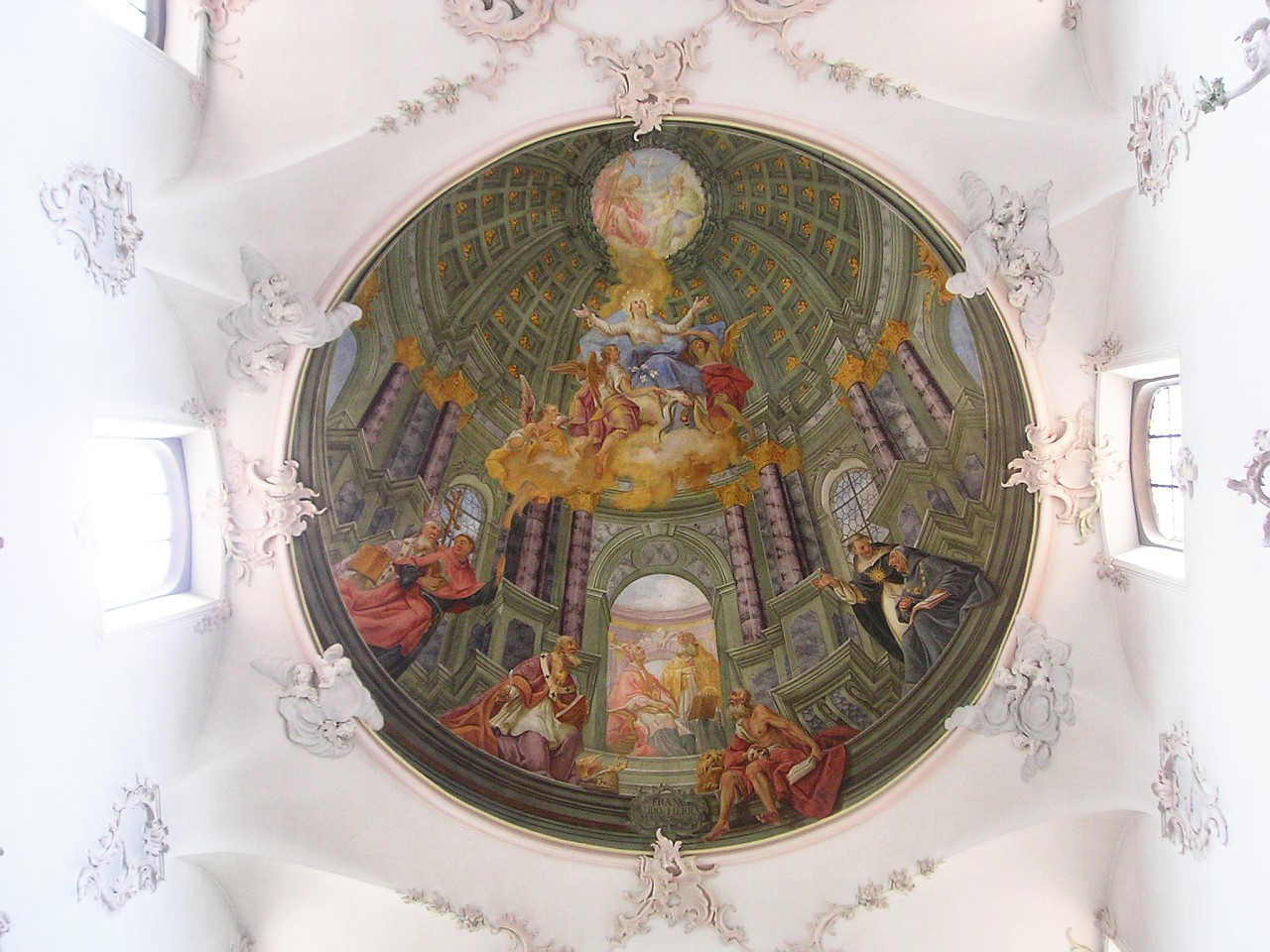
Iluzoryczna kopuła namalowana na sklepieniu
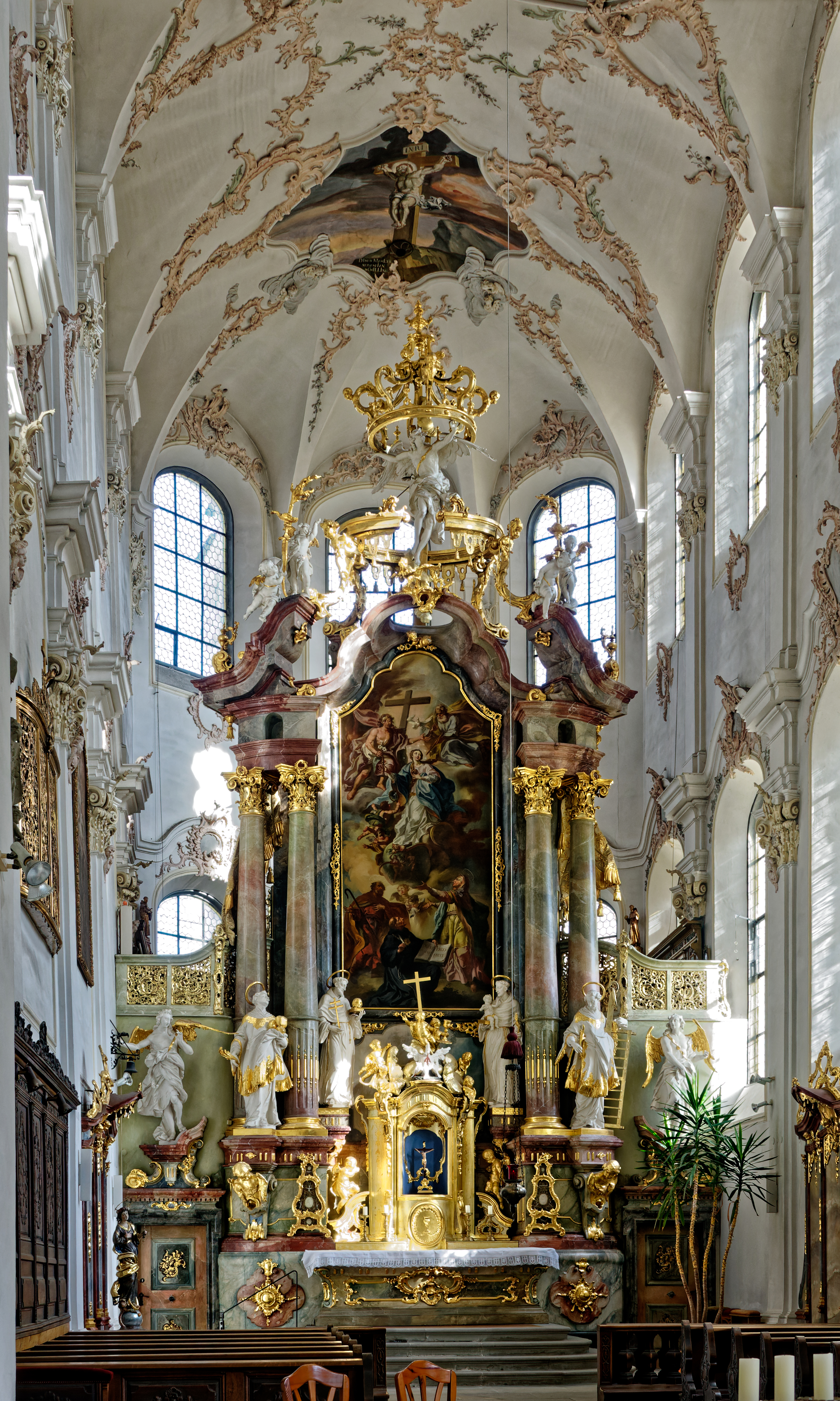
Ołtarz główny
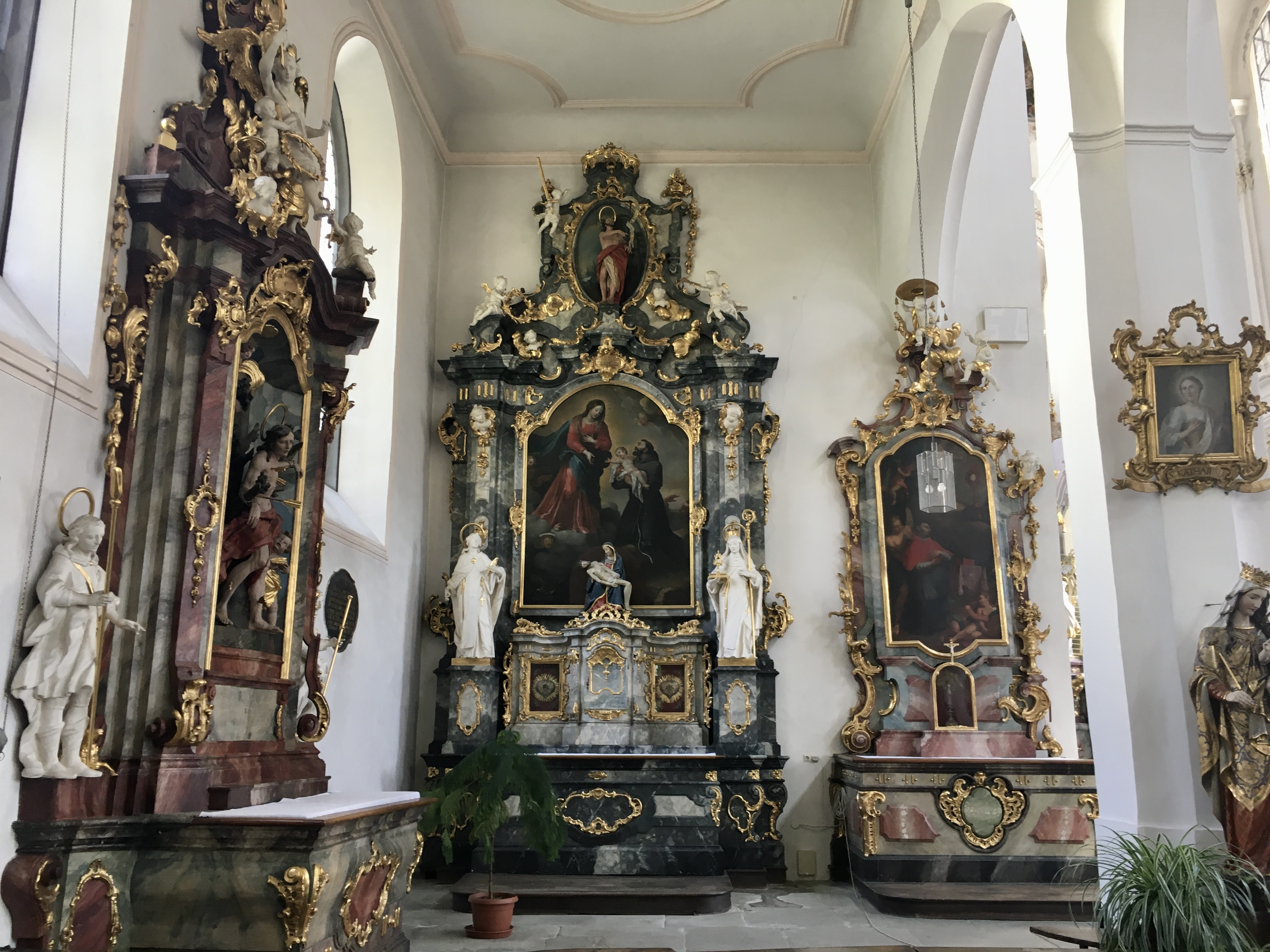
Ołtarze boczne
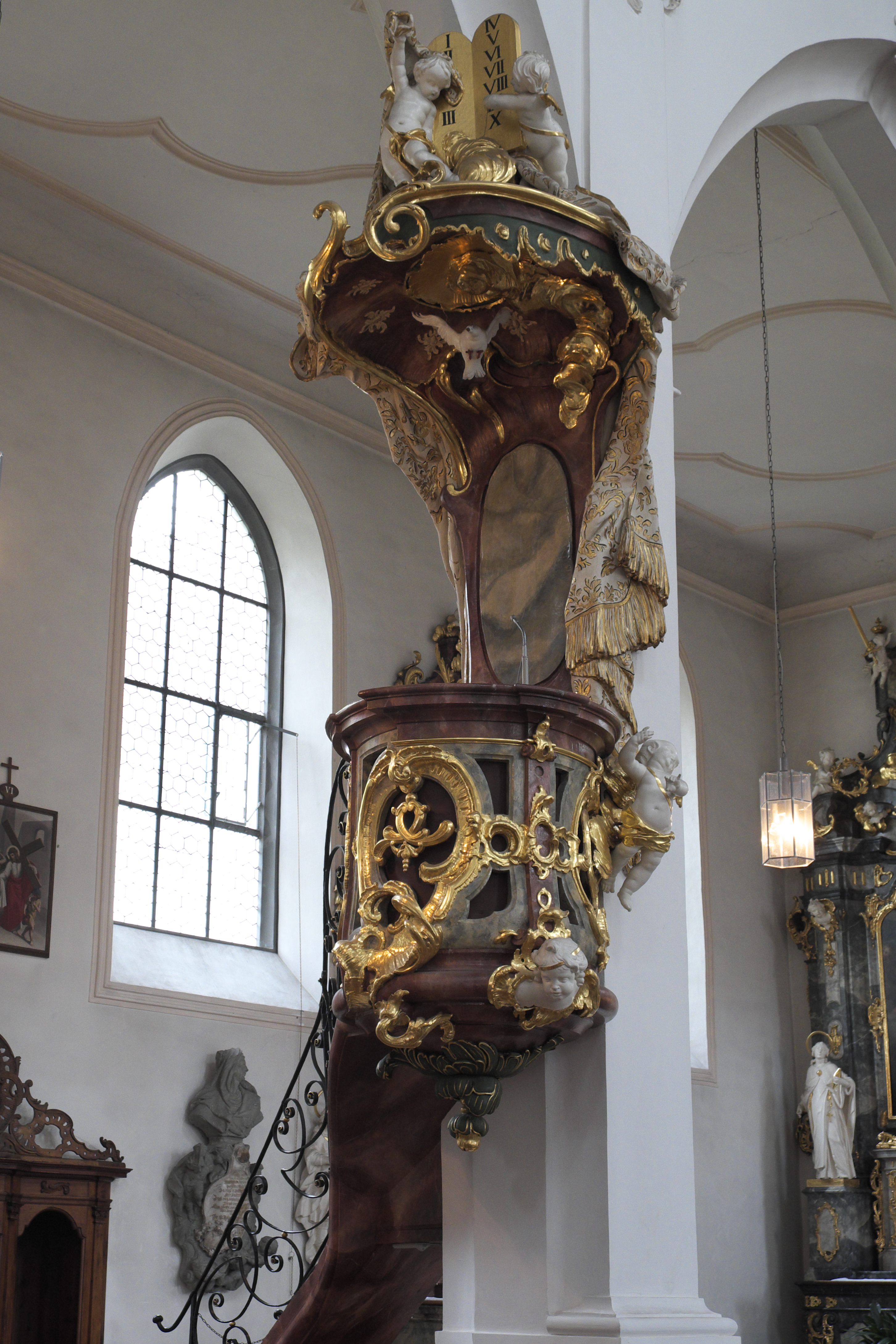
Ambona
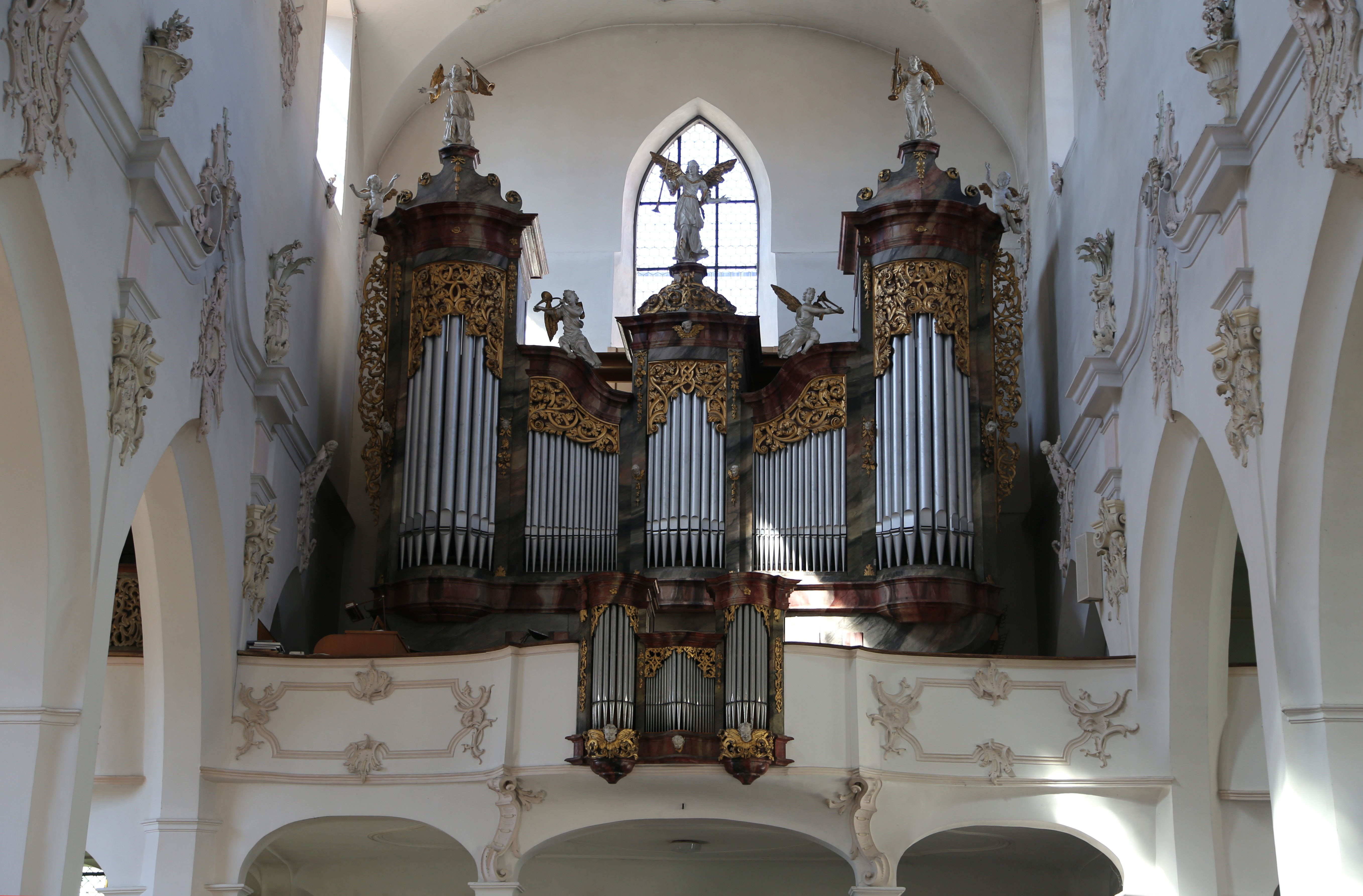
Organy